# AB Separators historia
AB Separators historia syftar på hur AB Separator bildades samt viktiga händelser under företagets verksamhetsår 1883–1963. 1963 ändrade Separator namn till nuvarande Alfa Laval AB i samband med strukturella förändringar inom bolaget. 

## Grundandet av AB Separator
Grundandet av AB Separator som sedan kom att bli Alfa Laval AB, har sin bakgrund i ett möte en eftermiddag i Dalarna på Klosters järnbruk 1877. Vid järnbruket uppmärksammades en ny uppfinning från Tyskland i form av en apparat som separerade grädde från mjölk med hjälp av centrifugalkraft. Under mötet kritiserade ingenjören Gustaf de Laval apparatens konstruktion och gjorde det till sin uppgift att själv ta fram en bättre separator. Samma år reste den unge mannen till Stockholm där sannolikheterna till att finna kapital och mekaniska redskap var större. Genom kusinen Tycko Robsahm som under tiden var teknisk ledare vid Liljeholmens Ljusfabrik kunde Gustav de Laval ta fram en apparat genom fabrikens mekaniska verkstad och kemiska laboratorium.
De Laval behövde finansiärer men apparaten som ingenjören tagit fram på stearinfabriken lockade inget intresse på grund av den låga kapaciteten och icke-kontinuerliga driften. En annan förklaring var att Sverige under slutet av 1870-talet var i en djup ekonomisk kris. Efter flera misslyckade demonstrationer av sina separatorer insåg de Laval att han behövde utveckla en kontinuerlig separator.

### Samarbetet mellan Oscar Lamm J:r och Gustaf de Laval inleds
Under hösten 1877 hade De Laval kommit i kontakt med två gamla klasskamrater, Alfred Hasselblom och Oscar Lamm Jr. Under sin tid på stearinfabriken hade De Laval även experimenterat med att skilja stearin från olja med hjälp av en torkcentrifug. De Laval kom i kontakt med Hasselblom när han försökte introducera denna teknik till Stockholms gasverk, där den gamle klasskamraten då arbetade. Alfred Hasselblom som fortfarande hade kontakt med Lamm Jr gjorde troligen upp mötet mellan Lamm Jr och De Laval. Lamm J:r som kom från en välbärgad familj med många kontakter inledde ett samarbete med ingenjören. Detta skedde efter att de Laval visat upp en kontinuerlig separator i början av 1878 där separatorn skiljde ammoniak ur stenkolstjära.  Lamm J:r och de Laval bildade firman Oscar Lamm J:r i februari 1878. De Laval utvecklade en ny modell av sin separator där trumman erhöll en sfärisk form där kulor i svenskt Bessemer stål kunde testköras i 12 000 varv per minut. Den nya modellen var i flera år tekniskt överlägsen i jämförelse med konkurrenterna på grund av sin höga rotationshastighet. Försäljningen av separatorer ökade kraftigt mellan åren 1879-1882. De Lavals svensktillverkade separatorer steg från 54 till 559 där cirka 70-80 procent av separatorerna exporterades. Företaget som tidigare befunnit sig i en ekonomisk kris fick under dessa år ett stadigare kapital och erhöll flera pris för sina modeller.                                                                                                                                                                       

### AB Separator bildas
Efter en studieresa i Europa under hösten 1882 märkte de Laval att separatorerna i andra länder hade förbättrats. Detta gav upphov till viljan att effektivisera sina egna separatorer där en ide var att skapa direktdrivna separatorer som med hjälp av en kuggväxel skulle kunna driva apparaterna med ångturbiner. De dåvarande apparaterna som inte var direktdrivna var beroende av drivkällor som ångmaskin, hästvandring, vattenkraft eller av flera personers handkraft. Dessa drivkällor behövde utväxlingsanordningar som var besvärliga och krävde mycket pengar. Tidigt 1883 hade de Laval konstruerat en sådan kuggutväxling som möjliggjorde konstruktion av direktdrivna separatorer. På grund av detta krävde uppfinningsmannen högre kompensation för sitt arbete och den 26 februari kom de Laval med ett ultimatum om att bilda ett aktiebolag som skulle tillverka dessa separatorer. Ultimatumet slutade i en överenskommelse där man istället ombildade Oscar Lamm J:r till ett aktiebolag vid namn AB Separator där hälften av de 400 aktierna på ett värde av 1000 kronor vardera delades ut till Lamm J:r och hälften till de Laval.

## Oscar Lamm J:r lämnar företaget
De första tre åren för AB Separator var någorlunda stabila och företaget gick med god vinst. 1886 uppstod en konflikt där de Laval tillsammans med stadsmäklaren Ekengren köpt en stor aktieandel av AB Separator ville fusionera AB Laktokrit (ett bolag bildat av Ekengren och de Laval som tillverkade fetthaltsmätare). Familjen Lamm som starkt emot fusionen hindrade de Lavals försök. De båda männen utförde därför en kupp i samband med att Oscar Lamm överfört sina aktier i AB Separator till sin far. Ekengren att utlyste en extra bolagsstämma innan karenstiden för att Lamms aktier skulle bli röstberättigade var över. Man kunde då ta kontroll över företaget och fusionerade AB Laktokrit med AB Separator. Oscar Lamm J:r och hans familj avsade sina roller i företaget kort därpå.

## Emigrationen till USA

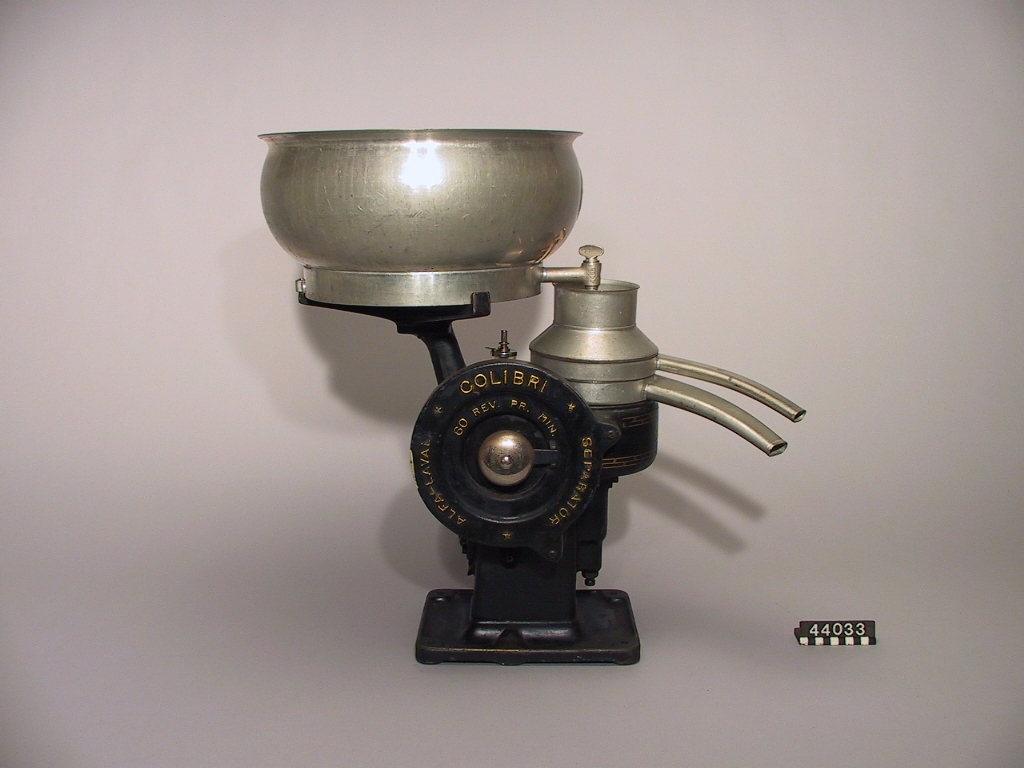
Alfa Laval Colibri modell

I samband med den emigrationen från Sverige till Nordamerika hade Oscar Lamm J:r 1885 rest till USA och startat ett dotterbolag till AB Separator vid namn The De Laval Separator Company. John Bernström gjorde stora förändringar i det amerikanska dotterbolaget under sin tid som verkställande direktör och under 1890-talet fick The De Laval Separator Company en betydande roll för AB Separators vinst. Bolagets huvudkontor fanns i New York med filialer i Chicago och Philadelphia. I USA sålde man omkring 40 000 separatorer år 1903 och mellan 1903—1910 finansierades hela utdelningen från AB separator med vinster från Amerika.
AB Separator och The De Laval Separator Company (även kallat Lavalco) samarbetade genom att dela med sig av vad man var överlägsen på. Dotterbolaget i USA var långt mer utvecklat inom verkstadsteknik och produktionsplacering vilket under tidigt 1900-tal implementerades vid AB Separators anläggningar i Stockholm. Under de första åren av 1900-talet utvecklades Separators anläggningar till de på den tiden mest moderna inom svensk verkstadsindustri. År 1908 fanns det vid anläggningarna på Kungsholmen 900 maskiner som drevs av 1200 yrkesmän med 14 ingenjörer som ledde arbetsskaran. I gengäld gav det svenska moderbolaget som hade konstruktörer med längre erfarenhet, tillverkningsrätter till Separators senaste separatormodeller. Separatormodellerna från Sverige som Colibrimodellen från 1907 var överlägsna Lavalcos konkurrenter i USA vilket ledde till stor framgång på marknaden i USA.

## Mjölkningsmaskinen
Under den första hälften av 1800-talet började man experimentera med mekaniska sätt att mjölka kor för att underlätta det tidskrävande arbetet som krävdes när man mjölkade för hand. De mjölkningsmaskiner som utvecklades visade sig ge skador på kornas organ. Dessa skador orsakades av att maskinen använde vakuum för att skapa sugverkan. Gustaf de Laval började själv arbeta på en konstruktion under 1890-talet och 1896 kunde han presentera mjölkingsmaskinen "Laktator" som fick mycket beröm. I praktiken presterade maskinen inte lika bra som många trott. Året därpå kom de Laval på en ny ide för en mjölkningsmaskin men överlät arbetet till sina medarbetare efter att ha tröttnat på ärendet. Under början av 1900-talet växte lantbrukets efterfrågan av en välfungerande mjölkningsmaskin påtagligt. AB Separator bildade ett mjölkningsmaskinsbolag för att kunna utveckla nya mjölkningsmaskinsmodeller men försökstillverkningen avslutades när företaget avvecklades 1912.

### Framsteg på den amerikanska marknaden
Det amerikanska företaget The Empire Cream Separator Co som förvärvats av det svenska bolaget Baltic lanserade 1913 mjölkningsmaskinen "The Empire Milker". Lanseringen blev framgångsrik och AB Separators dotterbolag Lavalco blev därför motiverade till att ta fram en egen mjölkmaskin. Efter att man köpt ett patent till en sugande konstruktion konstruerad av nyzeeländska uppfinnaren Norman John Daysh började Lavalco under första världskriget utveckla sin egen mjölkningsmaskin i fabriken vid Poughkeepsie. 1918 kunde Lavalco presentera en mjölkningmaskin som var långt bättre än konkurrenterna. Efter att AB Separator förvärvat rätten till samtliga marknader utanför USA kunde det svenska moderbolaget börja producera modellen i Sverige. År 1925 lanserades även en egen modell i Stockholm vid namn Alfa Baby. Apparaternas försäljning gick trögt i många år på grund av de svåra tiderna inom lantbruket under större delen av 1930-talet. På grund av höga löner och brist på arbetskraft inom lantbruket blev mjölkmaskinen under 1940-talet högt eftertraktad och mjölkningsmaskinen kom att bli AB separators starkaste tillväxtobjekt under mitten av 1940-talet.

## Användning av centrifugalkraften inom andra områden
Under slutet av 1800-talet växte intresset att expandera centrifugtekniken till andra områden än mjölkseparering. Jästindustrin var en av de industrier där efterfrågan fanns och år 1893 upprättade John Bernström ett laboratorium där man efter några år kunde påbörja utvecklingen av jästseparatorer. Under de första åren av 1900-talet prövade AB Separator sina industriseparatorer på flera olika områden. Marknaderna var under den tiden ännu inte redo för en sådan avancerad teknik och drömmen om att expandera centrifugal tekniken till flera områden lades på is. AB Separator valde att vänta tills marknaderna var redo och trots att försäljningen fick vänta var experimenten och produktionen förberedelser som kom att bli användbara i framtiden.        
I samband med akut efterfrågan på teknik som renade oljor fick Lavalco 1914 ett kontrakt i USA att konstruera en oljeseparator till den amerikanska marinen. Lavalcos uppdrag blev framgångsrikt och beställningar av oljeseparatorer ökade kraftigt med beställningar från skeppsvarv, rederier och marinmyndigheter. Framgångarna i Amerika hjälpte moderbolaget i Sverige att lyckas inom tillverkningen av marinseparatorer genom samarbete mellan de båda företagen. Separator tekniken blev även alltmer populär inom flera andra områden. Flera tusen olivodlingar och vingårdar i Frankrike och Italien bytte sin teknik till separatorer. Valfångarfartyg i Sydatlanten och gummiplantager i Sydostasien blev också användare av den nya tekniken. AB Separator placerade tillverkningen nära till beställningarna. Marinseparatortillverkningen i sjöfartsnationer och tillverkning av separatorer för vin och olivolja i länder som Frankrike och Italien. Inom industri och vetenskaplig forskning hade koncernens separatorer enligt beräkningar 100 olika användningsområden år 1945.

## Pastörisering och värmeväxling
AB Separator hade under 1890-talet påbörjat tillverkningen av utrustning för värmeväxling inom mejerihanteringen. Tillverkningen baserades på Luis Pasteurs metod vid namn pastörisering. Tillverkningen startade i Tyskland vid Bergedorfer Eisenwerk där man tillverkade så kallade plattvärmeväxlare som vars värmeväxlingsteknik sparade utrymme och energi vid pastöriseringen av mjölk. Plattapparaterna visade sig användbara även på fler områden inom livsmedelsindustrin däribland ölbrygd, vinberedning och tillverkning av socker. Efterfrågan på plattvärmeväxlare spred sig även till fler marknader än livsmedelsindustrin och under 1950-talet blev cellulosa-industrin den största beställaren av plattvärmeväxlare. På grund av stigande efterfrågan på vitare papper krävdes omfattande blekerier där man installerade plattvärmeväxlare. Efter att Separator år 1962 köpt ingenjörsfirman Rosenblads Patenter, ett konkurrerande företag inom tillverkningen av plattvärmeväxlare, erövrade man betydande marknadsandelar. I slutet av 1960-talet dominerade koncernen marknaden för plattapparater inom marin- och kemiområdet.

## Förändringar efter andra världskriget
Efter slutet på andra världskriget påbörjades stora förändringar i moderbolaget med syfte att bygga en stabilare grund och fokusera på AB Separators traditionella kompetensområde. Till företagets traditionella kompetensområde tillhörde plattvärmeväxlare, industriseparatorer och mjölkningsmaskiner. Ett stort inslag i förändringsprocessen var att Separator köpte och sålde betydelsefulla bolag under ledning av Hans Stahle, företagets verkställande direktör som tillträdde 1960. 1961 flyttades tillverkningen av industriseparatorer och huvudkontoret från Kunsgsholmen till Tumba. Året därpå beslutades det att företaget skulle påbörja avvecklingen av Separators tidigare viktigaste produkt, lantbruksseparatorn. 1963 markerades moderbolagets nya framtid genom bytet av namn, från AB Separator till Alfa-Laval AB.